# Unibody-Design
Unibody-Design ist der Markenname für ein 2008 von Apple eingeführtes Bauprinzip, bei dem das Monocoque-Prinzip des Fahrzeugbaus auf die Herstellung von Notebook-Gehäusen übertragen wird. Erstmals fand dies bei der Modellreihe MacBook Air Anwendung und wurde anschließend angeblich auf alle Notebook-Modelle von Apple ausgeweitet, wobei das Prinzip bei einigen als Unibody vermarkteten Geräten nicht konsequent umgesetzt wurde.
Aus einem Aluminium-Block wird dabei das Gehäuse gefräst und u. a. gleichzeitig die Kabelführung oder spezielle Befestigungen für die Innenteile mitgefräst, wodurch das Gehäuse nicht nur schlanker und stabiler werden sollte, sondern auch knisterfrei im Langzeitgebrauch. 
Bei verschiedenen als Unibody vermarkteten Geräten, etwa dem MacBook Pro A1286, wurde allerdings etwa das Bildschirmgehäuse aus mehreren durch Schrauben und Klebstoff verbundenen Teilen gefertigt, was zu einer hohen Anzahl an Defekten führte. Weil die heiße Abluft des Kühlsystems in Richtung des Bildschirms gerichtet war und daher häufig den Klebstoff löste, wurde die Haltbarkeit des Bildschirmgehäuses derart beeinträchtigt, dass es nach einiger Zeit häufig brach.
Für kurze Zeit wurde das Unibody-Design auch statt mit Aluminium mit einem weißen Plastikgehäuse bei der letzten Generation des MacBook durchgeführt. Dies wurde aber nicht weiterverfolgt, weil diese Bildschirme vergleichsweise fragil waren und Aluminium auch weitere Gebrauchsvorteile bietet. Inzwischen greifen auch andere Notebookhersteller dieses Monocoque-Konstruktionsprinzip auf.